# Seizmogram
Seizmogram (grč. σεισμός: potres + -gram) je zapis gibanja tla tijekom potresa ovisno o vremenu. Nekad su mehanički seizmografi pisali finom pisaljkom po počađenom papiru, a elektromagnetski seizmografi rabili su fotozapis ili registraciju tintom na papiru. Danas se seizmogrami zapisuju digitalno. Bilježenje najslabijega lokalnog potresa traje tek nekoliko sekundi, onih vrlo jakih, dalekih potresa može trajati satima, a slobodne Zemljine oscilacije bilježe se i mjesecima nakon potresa. Na seizmogramima se uočavaju glavne vrste potresnih valova i njihove mnogobrojne faze, koje na seizmološku postaju stižu nakon lomljenja i odbijanja na diskontinuitetima u unutrašnjosti Zemlje. Nastupna vremena pojedinih faza omogućuju precizno lociranje žarišta potresa (hipocentar) kao i uvid u građu dijela Zemlje kroz koji su se valovi rasprostirali.

## Seizmometrija
Seizmometrija (grč σεισμός: potres + -metrija) je dio seizmologije koji se odnosi na konstrukciju i kalibraciju mjernih instrumenata za registriranje potresa – seizmoskopâ, koji bilježe gibanje površine tla, ali bez vremenske osi, i seizmografâ. Iako je prvi uređaj za detekciju potresa konstruirao Zhang Heng u Kini već 132., seizmometrija se snažno počela razvijati tek u 18. stoljeća u Europi. Prvi dokument u kojem je opisan živin seizmoskop potječe iz 1703. Nagli razvoj seizmometrije potkraj 19. stoljeća utjecao je i na brz napredak seizmologije, jer su kvalitetni seizmogrami omogućili potvrdu mnogobrojnih teorijskih postavki, kao i važna otkrića koja su uslijedila. Seizmometrija uključuje i problematiku prijenosa podataka sa seizmoloških postaja u središnji opservatorij u realnom vremenu.

### Seizmograf
Seizmograf (grč. σεισμός: potres + graf) je mjerni instrument kojim se mjere i bilježe pomaci tla tijekom potresa. Glavni je dio seizmografa njihalo, koje služi kao osjetilo pomaka tla i koje zbog tromosti (inercije) nastoji održati stanje mirovanja za potresa, dok se kućište slobodno giba, te se bilježi razlika njihova međusobnoga položaja (seizmogram). Uređajem za mirenje prigušuju se slobodne oscilacije njihala. Mehaničke seizmografe naslijedili su elektromagnetski, kod kojih se njihalo sa zavojnicom giba u stalnom magnetskom polju kućišta te tako inducira električni napon, a električni se signal pohranjuje na memorijsku jedinicu. Kako bi se na temelju seizmograma moglo potpuno rekonstruirati gibanje tla, seizmografi istodobno bilježe tri međusobno okomite komponente gibanja tla.